# MTV Produktion
MTV Produktion var ett svenskt TV-produktionsbolag.
Företaget bildades 1980 under namnet Mobile Television för att ägna sig åt outside broadcasting för olika kunder. Mot slutet av 1980-talet började kommersiell television etableras i Sverige och företaget ställde in sig på att istället producera TV-program. Ett av de första programmen var Lyckohjulet.
En stor studio byggdes i Jonsered utanför Göteborg. Här skulle företaget producera underhållningsprogram som Kär och galen, Sikta mot stjärnorna,  Låt kameran gå, Blåsningen samt komediserierna Rena rama Rolf, En fyra för tre, Älskade Lotten, Full frys, Sally, På gränsen och En ängels tålamod, m.fl.. En stor order var såpoperan Vita lögner som började sändas hösten 1997.
1995 etablerades ett dotterbolag i Danmark, MTV Produktions A/S. Samma år förvärvades Kanon Television från Strix. Företaget noterades på Stockholmsbörsens O-lista den 14 april 1997.
År 2003 gick MTV ihop Bonnier-ägda Mastiff Media (tidigare Wegelius TV). Rent teknisk kom sammanslagningen till stånd genom att MTV köpte Mastiff genom en riktad nyemission som gjorde Bonnier till storägare i företaget. Produktionsverksamheten slogs samman under namnet MTV Mastiff, vilket förkortades till enbart Mastiff år 2008. I september 2004 köptes även Jarowskij. Koncernbolagets namn var fortfarande MTV Produktion AB fram till 2005 när det ändrades till Zodiak Television AB.

## Källhänvisningar
1. ↑  ”MTV Produktion startar danskt dotterbolag”. Dagens Nyheter. 28 augusti 1995. http://www.dn.se/arkiv/teater/mtv-produktion-startar-danskt-dotterbolag/.
2. ↑  ”Strix säljer Kanon TV till MTV”. Dagens Nyheter. 31 oktober 1995. http://www.dn.se/arkiv/ekonomi/strix-saljer-kanon-tv-till-mtv/.
3. ↑  ”MTV Scandi does stock deal”. Variety. 18 april 1997. Arkiverad från originalet den 5 september 2016. https://web.archive.org/web/20160905160405/http://variety.com/1997/scene/vpage/mtv-scandi-does-stock-deal-1117434717/. Läst 5 september 2016.
4. ↑  ”MTV: Förvärvar Mastiff Media, Bonnier ny storägare”. Affärsvärlden. 15 april 2003. Arkiverad från originalet den 4 september 2016. https://web.archive.org/web/20160904162737/http://www.affarsvarlden.se/hem/nyheter/article2916729.ece.